# Crouzet (marque)
Pour les articles homonymes, voir Crouzet.
 (mars 2016).
 (août 2018).
Crouzet est une entreprise de InnoVista Sensors. 
La société,fondée en 1921, commercialise des produits en électronique, électromécanique et magnétique. Son siège est à Valence (Drôme).

## Historique
Fondée en 1921 par Édouard Crouzet[source insuffisante], l’entreprise compte, fin 1932, cent employés et s'installe à Bourg-lès-Valence. Un an plus tard, elle licencie 80 employés. En 1935-1936, Michelin conclut avec Crouzet un contrat de sous-traitance. À partir de 1937 et à la suite du décès brutal de son fondateur, Jean Jullien-Davin dirige la société.
À la veille de la Seconde Guerre mondiale, Crouzet développe des machines-outils pour les établissements militaires et notamment pour la Cartoucherie basée à Bourg-lès-Valence. L’entreprise prend sa forme de S.A.R.L en 1939 et compte à ce moment-là 150 employés. Le contexte de guerre met l’entreprise en difficulté : elle licencie 130 personnes. En 1942, Crouzet s’oriente aussi vers la mécanique horlogère, avec le concours d’une équipe de Lip (installée au Sud de Valence). En août 1944,  l’atelier de l’avenue de l’École Normale est détruit par l’explosion d’un wagon de nitroglycérine en gare de Valence. L'entreprise se réinstalle alors rue Jean-Jacques Rousseau. Au sortir de la guerre, l’activité reprend, tournée vers la mécanique horlogère, les appareils de navigation aérienne et la machine-outil. L’entreprise fait face à de graves difficultés financières du fait de ce rééquipement.
En 1948, la vente d’un brevet pour une machine horlogère à des organisations suisses permet de payer les dettes et d’acquérir du matériel. La société démarre la fabrication d'équipements pour l’aéronautique, notamment des éléments de navigation. Dans le même temps, la fabrication de machines-outils passe de 17 à 6 %. Le chiffre d’affaires approche les 7,5 millions de Francs.
À partir de 1957 (date de la création de la filiale italienne), l’entreprise construit une usine en 1960 à Valence et l'effectif compte 2 000 personnes. Quatre ans plus tard, la division « Aérospatial » emploie 1 000 des 2 153 employés et représente 44 % du chiffre d’affaires (25 % en 1960), alors que l’horlogerie compte pour 49 % (58 % en 1960). En 1966, une deuxième division est créée : « les composants d’automatismes ». Crouzet devient alors Crouzet Automatismes, une société anonyme. L'année suivante les effectifs passent à 4 238 salariés. En 1969, les actions Crouzet sont cotées.
L'entreprise poursuit sa politique de diversification en 1980 à la fois industrielle (développement d’activités nouvelles tournées vers l’industrie spatiale, les transports et les télécommunications) et géographique, avec la création de plusieurs filiales en Europe. À la suite du départ à la retraite de Jean Jullien-Davin, Roger Champt est nommé président directeur général en 1980. En 1983, des réorganisations de Thomson-CSF sont menées pour concentrer les activités sur l’électronique professionnelle et militaire. Puis en 1989, le groupe Sextant Avionique est fondé avec l'apport de la branche avionique de Crouzet et en 1990, la partie terminaux et paiements est vendue à Ascom Monetel. Suit la création de 10 nouvelles filiales en Europe en 1992 (Allemagne, Angleterre, Espagne, Italie, Belgique, Pays-Bas, Suède, Suisse et en Amérique, États-Unis et Mexique) mais aussi la vente de la partie électroménager en 1993. Un an plus tard, Jean Jullien-Davin, cofondateur de l’entreprise d’automatismes Crouzet meurt. En année 2000 a lieu l’acquisition de Crouzet Automatismes par Schneider Electric
En 2006, Crouzet est rattaché à Custom Sensors & Technologies (CST) au sein de Schneider Electric. Trois ans plus tard, Michel Pascal, responsable de l'anémométrie chez Crouzet, décède à l’âge de 82 ans. Il était, entre autres, chargé des relations avec Bendix pour la centrale du Concorde et avec Collins pour le capteur. Puis il a collaboré avec Boeing en proposant des prêts de capteur 51 à l’origine des développements de l’activité pression de Thales[source insuffisante] à Valence. En 2014, Schneider Electric se sépare de l'activité contrôle et cède Custom Sensors & Technologies (CST). Crouzet et l'ensemble de ses sociétés commerciales restent des marques de Custom Sensors & Technologies (CST).
À la suite du rachat d'une partie des marques de Custom Sensors & Technologies (CST) par Sensata Technologies, une nouvelle société est créée en 2015. Elle inclut aujourd'hui Crouzet Aerospace, Crouzet Automation, Crouzet Control, Crouzet Motors, Crouzet Switches et l'américain Systron Donner Inertial.

## Produits
Les différentes lignes de produits sont réunis sous des marques commerciales.
Crouzet investit dans les différentes fonctions d’automatismes : détecter, surveiller, actionner, traiter et communiquer avec ses produits : micro-contrôle, micromoteurs, capteurs, détecteurs de position, relais statiques et pneumatique (séquenceur pneumatique).
Le secteur aéronautique et défense est représenté par la marque Crouzet Aerospace.
Les contrôleurs logiques aussi appelés nano-PLC sont développés sous la marque Crouzet Automation.
Les moteurs et motoréducteurs Brush (avec balais) et Brushless (sans balais) appartiennent à la marque Crouzet Motors.
Les commutateurs (détecteurs de position, produits pour environnements sévères, etc.) sont regroupés sous la marque Crouzet Switches.
Crouzet Control regroupe des relais temporisés, des compteurs et tachymètres, régulateurs de température.

### Articles Connexes
- Sextant Avionique
- Thomson-CSF